# Zapor
Zapor je organizacija in ustanova, v katerih se nahajajo ljudje, ki so storili odklonska (kriminalna) dejanja znotraj družbe in jih je družba zato kaznovala.
Zapor je istočasno totalna organizacija in družbena institucija, katere primarni namen je kaznovati ljudi, ki so kršili formalne družbene norme (so storili kriminalno dejanje).
Že od začetka zgodovine organizirane družbene skupine oziroma družbe so morali znotraj poskrbeti za ljudi, ki so rušili postavljeni družbeni red. Prve kazni so bile predvsem izobčanje ljudi iz družbene skupine, ki so nato morali za vedno zapustiti svojo družbeno skupino. Poznejše kazni so temeljile na kazni telesa. Za določene vrste zločinov so kaznovali določen del telesa (npr. za krajo so mu odsekali roko). Politične oziroma hujše kriminalce pa so praviloma obsodili na smrt.
Toda z razvojem pravne države so kazni telesa spremenili v kazen odvzema temeljih človeških pravic in dobrin. To predvsem poteka z odvzemom človekove osnovne pravice – biti svoboden.
Nastop pravih prostorov za izvajanje kazni uvrščamo v čas srednjega veka. Takrat so imeli zemljiški gospodi v okviru svojih gradov posebej za ta namen pripravljene prostore – temnice, ječe ... V njih so se znašli predvsem neposlušni podložniki, ki niso oddajali svojih obveznih dajatev, lovili divjačino,organizirali upore... Te grajske temnice so bile predhodnice sodobnih zaporov, ki so zgrajeni prav z namenom združiti na enem mestu vse kriminalne ljudi iz svoje družbe. 